# 加茂川緋佐子
加茂川 緋佐子（かもがわ ひさこ、1923年 - 1930年6月27日）は、日本の子役。別芸名に加茂川 緋紗子。

## 来歴・人物
1923年（大正12年）生まれ。1928年（昭和3年）2月3日に封切られた『倶利加羅峠　愛怨篇』でデビューした。翌1929年（昭和4年）に日活太秦撮影所現代劇部の子役となり、『当世円タク稼業』（川又堅太郎主演）や『腕一本』（新妻英助主演）等に出演した。
しかし、1930年（昭和5年）『光は東より』（徳永フランク監督）に出演した直後、疫痢に罹り、6月27日に7歳で急死した。

## 出演作品

### 映画
- 倶利加羅峠 愛怨篇（1928年、マキノ）
- 当世円タク稼業（1929年、日活） - 秀坊[2]
- 腕一本（1930年、日活） - お鈴[3][5]
- 光は東より（1930年、日活） - 健[6]の子供[4]